# Жене Сребренице
Жене Сребренице је назив удружења грађана чије је седиште у Тузли, Босна и Херцеговина. Највећи број чланова представљају чланови породица несталих особа током масакра у Сребреници у рату у Босни и Херцеговини.

## Активности удружења
Удружење Жене Сребренице редовно издаје билтен под називом „Билтен Сребреница“ а у издању овог удружења је у децембру 1998. године објављена књига „Свједочанство о страдању Сребренице и народа Подриња: Самртно сребреничко љето '95.“